# Twin Galaxies
Twin Galaxies es una organización estadounidense que rastrea los récords mundiales de videojuegos y lleva a cabo un programa de promociones de juegos electrónicos. Opera el sitio web Twin Galaxies y publica el videojuego oficial de Twin Galaxies & Pinball Book of World Records, con el Arcade Volume lanzado el 2 de junio de 2007. The Guinness World Records - Gamers Edition 2008 fue lanzado en marzo de 2008 junto con Twin Galaxies, que los Records Mundiales Guinness considera ser el proveedor oficial de registros mundiales verificados para el volumen anual.

## Historia
A mediados de 1981, Walter Day, fundador de Twin Galaxies Incorporated, visitó más de 100 salas de videojuegos durante cuatro meses, registrando los puntajes más altos que encontró en cada juego. El 10 de noviembre, abrió su propia sala de juegos en Ottumwa, Iowa, llamándola Twin Galaxies. El 9 de febrero de 1982, su base de datos de registros se publicó públicamente como el Marcador Nacional Twin Galaxies.[cita requerida]
Twin Galaxies se hizo conocido como el marcador oficial, organizando concursos entre los mejores jugadores. El primer evento de Twin Galaxies atrajo la atención de los medios internacionales para reunir a los primeros equipos de estrellas de videojuegos. Los mejores jugadores de Carolina del Norte y California se formaron en equipos estatales que se enfrentaron en un "Desafío de Estrellas de Carolina del Norte con todas las estrellas", jugando en 17 juegos diferentes en Lakewood, California, y Wrightsville Beach, Carolina del Norte. California derrotó a Carolina del Norte 10-7 durante el fin de semana del 27 al 30 de agosto de 1982.
Concursos similares también se llevaron a cabo durante los veranos de 1983 y 1984, cuando Day organizó a los jugadores en muchos estados de EE. UU. para formar equipos y competir en concursos de alto puntaje para el Libro Guinness de los Récords Mundiales. Los estados incluyeron California, Carolina del Norte, Washington, Illinois, Nebraska, Ohio, Míchigan, Idaho, Florida, Nueva York, Oklahoma, Alaska, Iowa y Kansas.[cita requerida]
El 30 de noviembre de 1982, el alcalde de Ottumwa, Jerry Parker, declaró a la ciudad "Capital mundial del videojuego", un reclamo respaldado por el gobernador de Iowa Terry Branstad, Atari, y la Asociación de fabricantes de juegos de diversiones en una ceremonia en Twin Galaxies el 19 de marzo de 1983
El estatus de Twin Galaxies como el anotador oficial se reforzó aún más con el apoyo de las principales publicaciones de videojuegos de principios de los años ochenta. A partir del verano de 1982, la revista Video Games y la revista Joystik publicaron gráficos de alta puntuación a toda página tomados de los datos de Twin Galaxies. Estas tablas de puntaje alto se publicaron durante toda la vida de estas revistas. También aparecieron gráficos adicionales de alta puntuación en Videogiochi (Milán, Italia), Computer Games, la revista Video Game Player y la revista Electronic Fun. Los cuadros de alto puntaje de Twin Galaxies también aparecieron en USA Today (22 de abril de 1983), la revista Games, y se distribuyeron esporádicamente en 1982 y 1983 por el servicio de noticias Knight-Ridder como una característica de noticias ocasional, originada en el Charlotte Observer.
Twin Galaxies reunió a los mejores jugadores el 7 de noviembre de 1982 para ser fotografiados por la revista Life. Esta sesión de fotos es el tema de una película documental reciente, Chasing Ghosts: Beyond the Arcade, que se proyectó en el Festival de Cine de Sundance de 2007. Del 8 al 9 de enero de 1983, Twin Galaxies organizó el primer campeonato significativo de videojuegos, para coronar a un campeón del mundo. Este evento fue filmado en Ottumwa por That's Incredible! de ABC-TV y fue transmitido la noche del 21 de febrero de 1983.
En marzo de 1983, Twin Galaxies fue contratada por el Circo Electrónico para formar una troupe profesional de superestrellas de videojuegos que viajaría con el circo como un "acto". Con Walter Day contratado como el jefe de pista, Twin Galaxies suministró un escuadrón de 15 poseedores del récord mundial en las tablas de puntaje alto de Twin Galaxies. Aunque el Circus estaba programado para visitar 40 ciudades de América del Norte, su actuación inaugural en Boston se inició en el Bayside Exposition Ctr. el 15 de julio de 1983, duró solo cinco días, cerrando el 19 de julio. Se cree que los jugadores seleccionados por Twin Galaxies para el Circus son los primeros jugadores de videojuegos contratados profesionalmente de la historia.
El 25 de julio de 1983, Twin Galaxies estableció la U.S. National Video Game Team, con Walter Day como capitán del equipo. La USNVGT recorrió los Estados Unidos durante el verano de 1983 en un autobús GMC de 44 pies lleno de juegos de arcade, apareciendo en arcades de todo el país y conduciendo el Video Game Masters Tournament 1983, cuyos resultados fueron publicados en la edición de 1984 de Records Mundiales Guinness. Bajo la dirección de Day, que funcionó como editor adjunto para el Libro Guinness a cargo de los puntajes de los videojuegos, la USNVGT reunió los resultados anuales de los concursos que se publicaron en las ediciones de 1984-1986 de EE. UU. En septiembre de 1983, la USNVGT visitó las embajadas de Italia y Japón en Washington D. C. para presentar desafíos para un campeonato internacional de videojuegos. En 1987, la USNVGT recorrió Europa donde derrotó a un equipo de superestrellas de videojuegos del Reino Unido. Todos los meses, entre 1991 y 1994, la publicación estadounidense Electronic Gaming Monthly (EGM) publicó una tabla de puntaje completo a toda página titulada "El marcador internacional del equipo nacional de videojuegos de los EE. UU.".
En 1988, el Libro Guinness de los récords mundiales dejó de publicar registros de Twin Galaxies debido a la disminución del interés por los juegos de arcade.
El 8 de febrero de 1998, se publicó Twin Galaxies' Official Video Game & Pinball Book of World Records. Es un libro de 984 páginas que contiene puntajes compilados desde 1981. Una segunda edición se publicó como un conjunto de tres volúmenes en 2007. Una tercera edición se publicó en 2009.
El fundador Walter Day dejó Twin Galaxies en 2010 para seguir una carrera en la música, y desde entonces la propiedad de Twin Galaxies ha cambiado de dueño varias veces. En 2013, Twin Galaxies comenzó a cobrar una tarifa por la presentación de puntajes.
En marzo de 2014, Jace Hall se anunció como el nuevo propietario de Twin Galaxies. El 28 de abril de 2014, el sitio web completo de Twin Galaxies, incluida la base de datos de puntuaciones más altas y el contenido del foro, volvió a estar en línea.

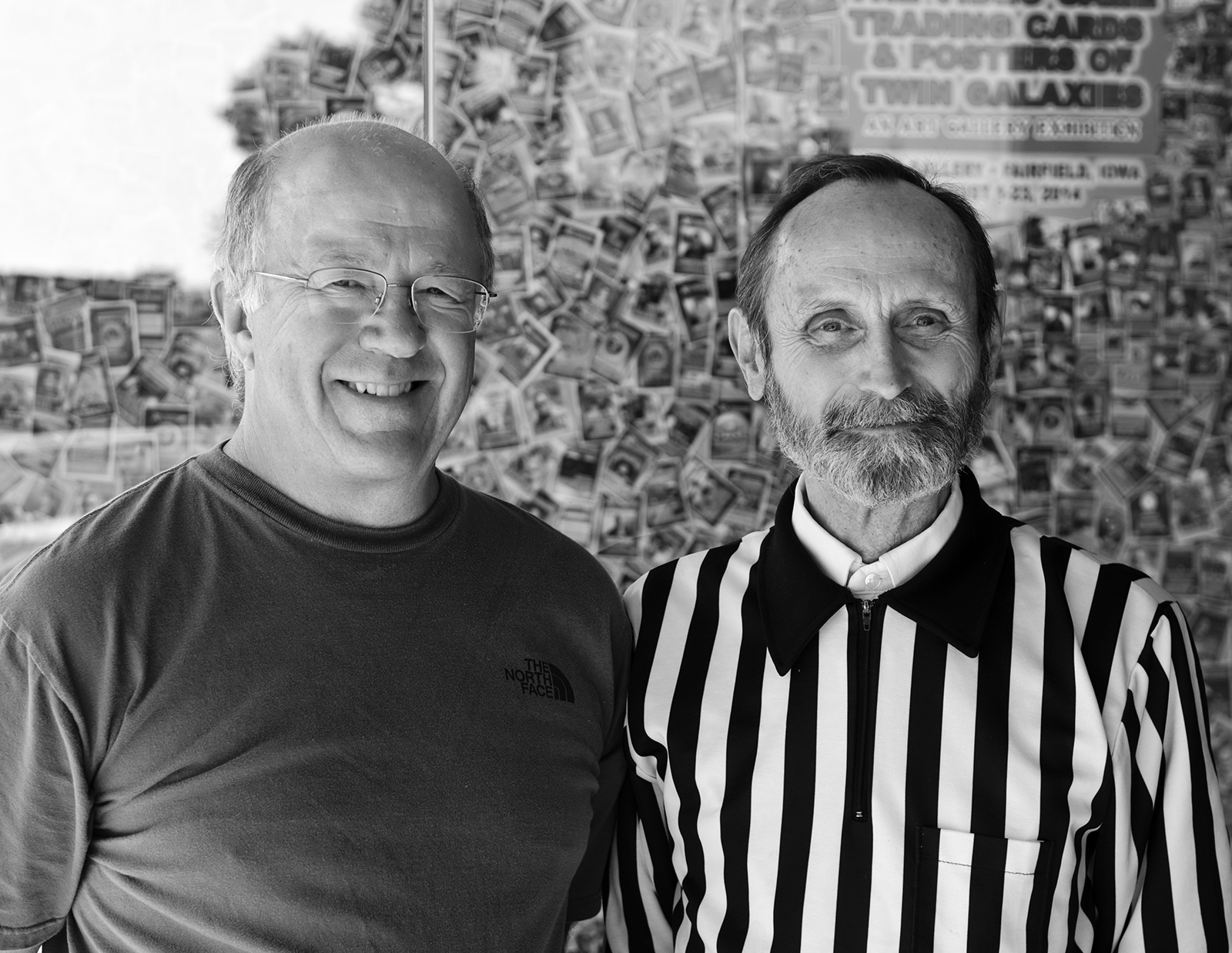
Walter Day and his Business Partner from the early 1980s

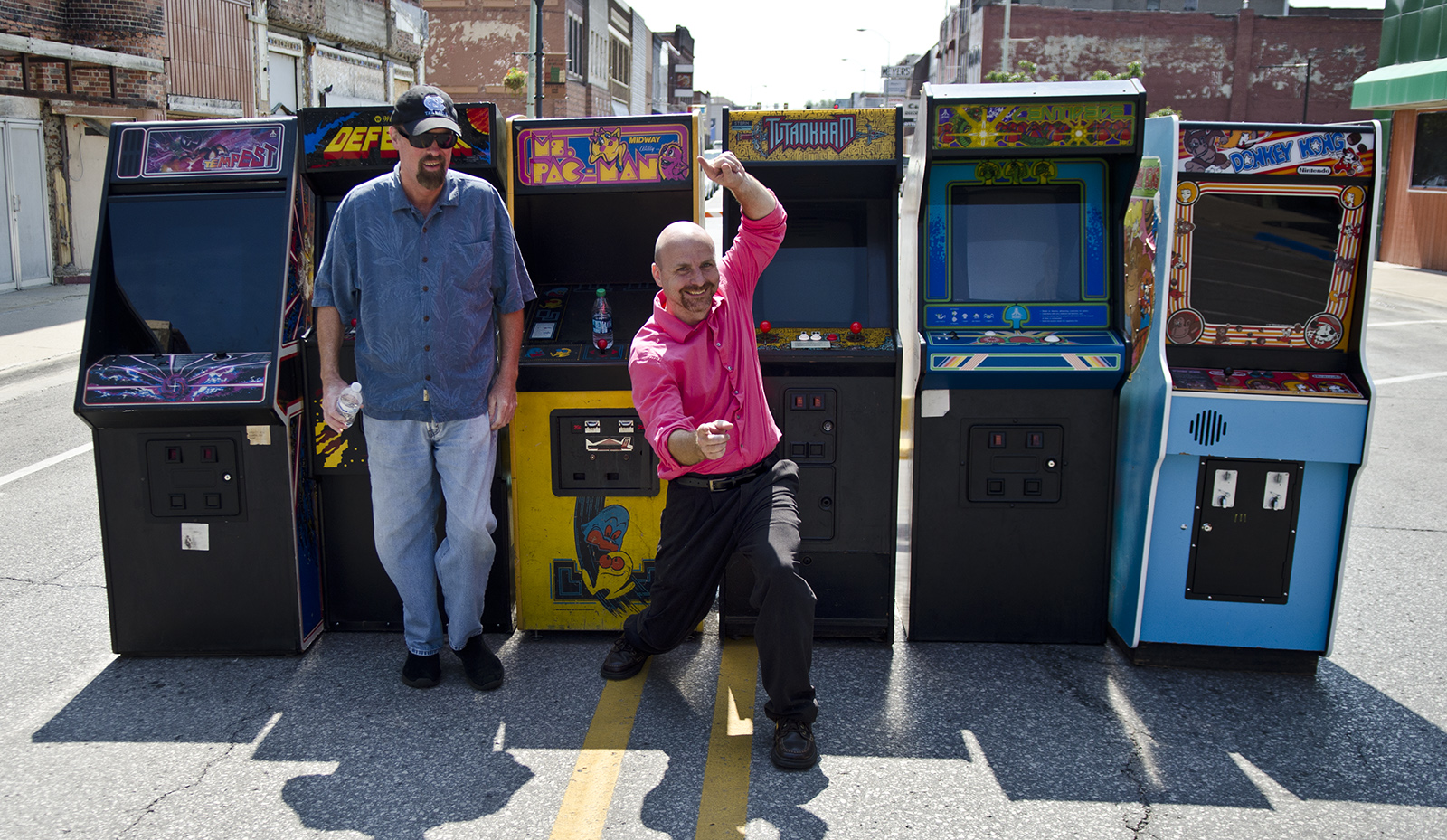
Mark Hoff and Joel West

## U.S. National Video Game Team
U.S. National Video Game Team fue fundado el 25 de julio de 1983 en Ottumwa, Iowa por Walter Day y el Twin Galaxies Intergalactic Scoreboard.

### Línea de tiempo
- 25 de julio de 1983; El equipo se fundó en Ottumwa, Iowa, por el marcador intergaláctico Twin Galaxies con Walter Day como capitán del equipo
- 11 de agosto de 1983; Embarcado en una gira nacional para conducir el Torneo Video Game Masters 1983
- Semana del desafío del videojuego de Fibrosis Quística en Ottumwa, 8 de agosto de 1983[19]
- Carta de la Cámara de Representantes de Míchigan. Harold Sawyer a USNVGT, 16 de agosto de 1983[20]
- 24 de agosto de 1983; El Equipo Nacional de Videojuegos de EE. UU. Inspiró las Proclamaciones Cívicas en los EE. UU[21]
- 15 de septiembre de 1983; Se realizó una gira por la costa este de los Estados Unidos en nombre de la revista Video Game Player para verificar las reclamaciones excesivas de puntaje alto presentadas por los jugadores
- 24 de septiembre de 1983; Documentos oficiales entregados personalmente a las Embajadas de Japón e Italia en Washington D. C., desafiando a estos países a un Campeonato Internacional de Video[22]
- 15 de noviembre de 1983; Proclamación de Ottumwa al pueblo del país de Italia, 15 de noviembre de 1983[23]
- 14 de enero de 1984; Trabajando con el Marcador Intergaláctico Twin Galaxies, USNVGT llevó a cabo el Día de la Coronación de 1984 para coronar a los jugadores, fabricantes y revistas de 1983 del año pasado.
- 12 de febrero de 1984; El equipo nacional de videojuegos de EE. UU. Asiste a la Expo AMOA de febrero de 1984 en Nueva Orleans, comenzando una larga tradición de revisión de nuevos juegos para la industria de los videojuegos.[24]
- 10 de febrero al 12 de febrero de 1984; La USNVGT organiza la Conferencia del equipo de videojuegos Canadá-Estados Unidos.[25]
- 12 de abril de 1985; El equipo de videojuegos de la Cruz Roja invita al presidente Ronald Reagan a unirse al equipo[26]
- 8 de abril de 1986; El Equipo Nacional de Videojuegos de EE. UU. Está autorizado por el Libro Guinness de los Récords Mundiales para organizar concursos.[27]
- 1 de abril de 1987; El Equipo Nacional de Videojuegos de los Estados Unidos anuncia sus "Mejores Juegos" de 1987 en el ACME.[28]
- 1 de abril de 1987; El equipo nacional de videojuegos de los Estados Unidos realiza el Torneo de videojuegos Masters de 1987 por Guinness.[29]
- 12 de julio de 1987; La USNVGT organiza el Torneo de videojuegos Masters de 1987 para el Libro de récords Guinness.[30]

## Festival de Cine de Videojuegos
Twin Galaxies organizó el primer Festival de Cine de Videojuegos el 2 de junio de 2001, en el Funspot Family Fun Center en Weirs Beach, New Hampshire, como un vehículo para documentar el impacto cultural que los videojuegos han ejercido en la sociedad actual. Se planea un segundo festival pero no se ha establecido una fecha.

## Campeonato Mundial de Videojuegos de Consola
Twin Galaxies condujo el primer Campeonato Mundial de Videojuegos de Consola durante el 1.er Festival Anual de Videojuego Twin Galaxies de Twin Galaxies en el Mall of America, Bloomington, Minnesota, durante el fin de semana del 20 al 22 de julio de 2001. Este evento también se conoce como el Console Game World Championship y se había planeado originalmente para el 24-25 de marzo de 2001 en el Sheraton Dallas Brookhollow Hotel en Dallas, Texas, pero se adelantó al evento Mall of America.
El segundo Campeonato Mundial de Videojuegos de Consola se llevó a cabo el fin de semana del 12 al 14 de julio de 2002, en el 2 ° Festival Anual de Videojuegos Twin Galaxies en el Mall of America.

## Classic Video Game World Championship
Twin Galaxies realizó el primer "Campeonato Mundial de Videojuegos Clásicos" del 2 al 4 de junio de 2001 en el Funspot Family Fun Center en Weirs Beach, New Hampshire. El ganador de este concurso renovado de videojuegos fue Dwayne Richard con Donald Hayes en segundo lugar. Este evento descendió del Campeonato del Día de la Coronación que condujeron Twin Galaxies en 1983, 1984, 1985, 1986 y 2000. El segundo "Campeonato Mundial de Videojuegos Clásicos" se llevó a cabo el fin de semana del 30 de junio al 2 de julio de 2002. el ganador fue Dwayne Richard con Donald Hayes de nuevo en el segundo lugar. Este fue el último año que el concurso fue en este formato. Los años siguientes tuvieron a la ubicación de Funspot organizando y organizando el concurso en un formato de "jugador del año" arcade más informal.
En julio de 2001 y 2002, Twin Galaxies condujo los festivales anuales de videojuegos Twin Galaxies en el Mall of America, atrayendo aproximadamente 50,000-75,000 asistentes cada año.
El 15 de agosto de 2005, Walter Day y el personal de Twin Galaxies lideraron un contingente de jugadores de videojuegos de EE. UU. Y Reino Unido a París, Francia, donde emitieron una Proclamación de ocho pies de altura que propuso un "Londres vs. París". "Campeonato de videojuegos.
El 24 de septiembre de 2005, la U.S. National Video Game Team revivió y formó un Capítulo de Nueva Inglaterra con Walter Day como capitán del equipo nacional y David Nelson de Derry, New Hampshire, como capitán del capítulo.

## Competencia Iron Man
En la primera semana de julio de 1985, Twin Galaxies realizó la primera competencia Iron Man Twin Galaxies. El objetivo de la competencia de Iron Man era simple: los competidores tenían que seguir jugando durante el mayor tiempo posible. Si alguien pasaba 100 horas, recibiría un premio de $ 10,000 de la Sports Achievement Association.
El ganador del concurso fue James Vollandt, de 18 años, quien llevó a cabo su juego de Joust durante 67 horas y media. El juego no funcionó en alrededor de 58 horas, borrando todas sus 210 vidas extra. Sin embargo, ganó de nuevo cuarenta de ellos. Dejó el juego voluntariamente con un puntaje récord de 107,216,700 puntos, un récord que quedó hasta 2010, cuando John McAllister rompió el récord de transmisión de video en vivo en justin.tv.

## En el cine

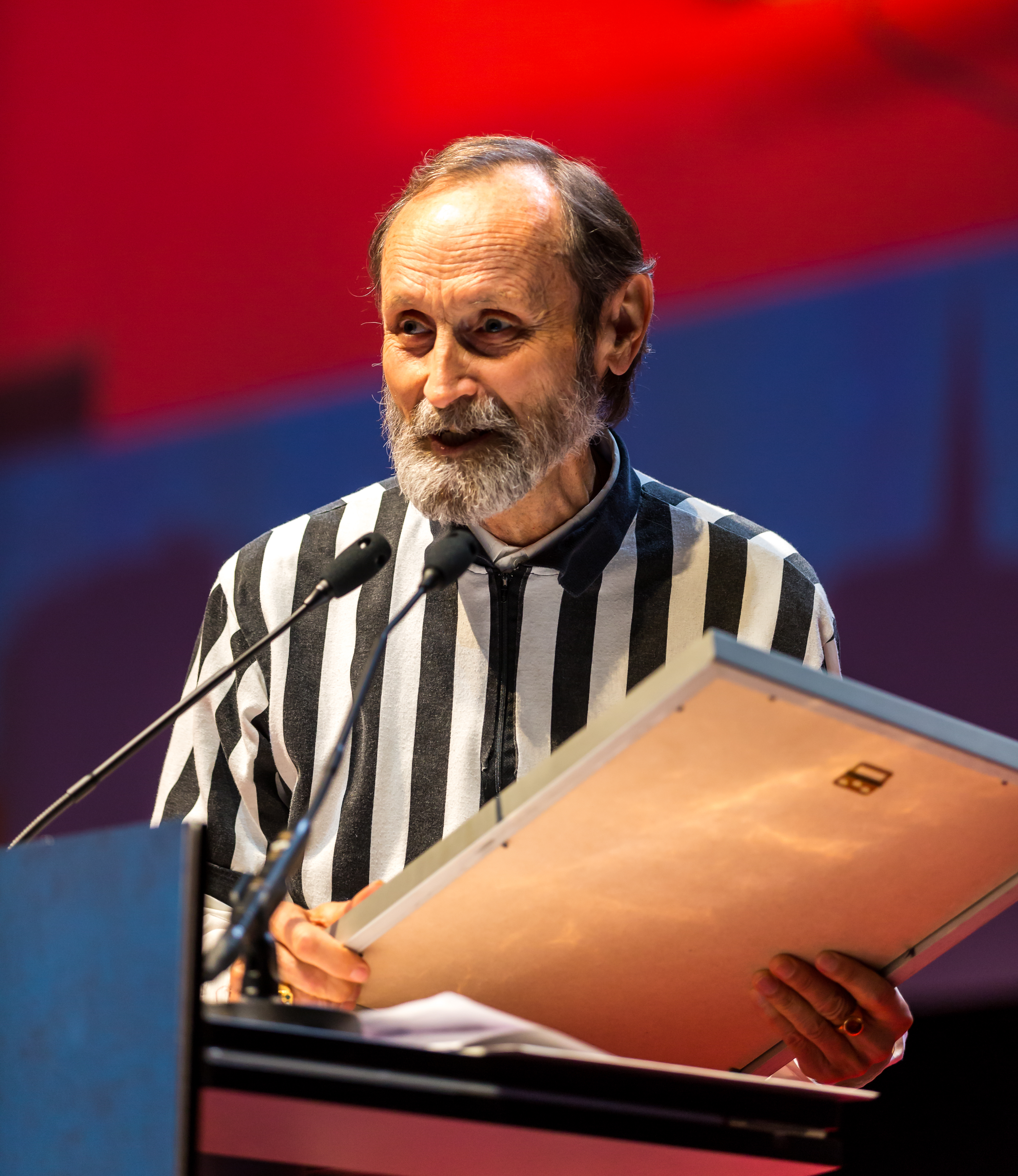
Director de TG recibiendo premio, relevante.

En 2007, una película sobre Twin Galaxies y campeones de videojuegos en la década de 1980, Chasing Ghosts: Beyond the Arcade, se proyectó en el Festival de Cine de Sundance.
The King of Kong: A Fistful of Quarters, un largometraje documental sobre los jugadores de arcade retro, presentando Twin Galaxies, se estrenó en los cines el 24 de agosto de 2007. El documental fue en gran medida crítico del manejo de los desafíos de Twin Galaxies a los antiguos puntajes máximos, lo que sugiere que su estructura organizativa está plagada de conflictos de intereses.
Frag, un documental sobre los jugadores profesionales modernos, fue lanzado en DVD el 1 de agosto de 2008 por Cohesion Productions de Cedar Falls, Iowa. Los primeros diez minutos del documental recapitularon el papel de Twin Galaxies como los pioneros del videojuego organizado que se reproduce a principios de los años ochenta.
Man vs Snake: The Long and Twisted Tale of Nibbler, un documental sobre el videojuego Nibbler, se estrenó en todo el mundo en 2016. La película incluye la historia de Twin Galaxies y la competencia por los puntajes más altos. Walter Day aparece en toda la película.

## Galería de afiches
Desde el 1 de agosto de 1982, Twin Galaxies ha estado produciendo carteles únicos y coloridos para documentar eventos de juego. Aunque la primera docena de carteles emitidos a principios de la década de 1980 disfrutaban tiradas de impresión de 500 - 1,000 copias cada uno, los carteles creados en años posteriores se han emitido como ediciones limitadas con solo 20-24 copias producidas de cada uno.[cita requerida]

## Cronología de concursos y eventos de Twin Galaxies seleccionados
| Fecha                                      | Título | Lugar de encuentro                           | Ubicación                                                                                    |
| ------------------------------------------ | --- | -------------------------------------------- | -------------------------------------------------------------------------------------------- |
| 3 y 4 de abril de 1982                     | National Defender Championship | 33 Arcades en todo América del Norte         | En todo el país                                                                              |
| 27 al 30 de agosto de 1982                 | California Challenges North Carolina | Light Years Amusement/Phil's Family Fun Ctr. | Wrightsville Beach, NC/Lakewood, CA                                                          |
| 8 y 9 de enero de 1983                     | North America Video Game Olympics | Twin Galaxies/"That's Incredible" (ABC)      | Ottumwa, IA                                                                                  |
| 24 al 28 de agosto de 1983                 | 1983 North American Video Game Challenge | 8 ciudades                                   | Lake Odessa, MI/Omaha, NE/Chicago, IL/San Jose, CA/Seattle, WA                               |
| 14 de enero de 1984                        | 1984 Coronation Day Championship | Twin Galaxies                                | Ottumwa, IA                                                                                  |
| 12 y 13 de enero de 1985                   | 1985 Coronation Day Championship | Captain Video                                | Los Ángeles, CA                                                                              |
| 19 y 20 de abril de 1997                   | 1997 Video Game & Pinball Masters Tournament | 12 Ciudades                                  | Fairfield, IA/Wilmington, NC/Edmonton, AB, Canada/Voorhees, NJ/St. Louis, MO/Kansas City, MO |
| 27 de junio de 1998                        | Crowning the Superstars of Mobile, Alabama | Cyberstation Arcade, Springdale Mall         | Mobile, AL                                                                                   |
| 22 de agosto de 1998                       | Crowning the Videogame Superstars of Tulsa, Oklahoma | Funhouse                                     | Tulsa, OK                                                                                    |
| 29 de agosto de 1998                       | Crowning the Videogame Superstars of St. Louis, MO | Exhilirama Arcade                            | St. Louis, MO                                                                                |
| 29 de agosto de 1998                       | Crowning the Videogame Superstars of Hattiesburg, Mississippi                                                                                             | Cyberstation Arcade                          | Hattiesburg, MS                                                                              |
| 30 y 31 de enero de 1999                   | Chicagoland Arcade Championship | Friar Tuck's Arcade                          | Calumet City, IL                                                                             |
| 10 de julio de 1999                        | National Family Fun Day | 28 estados                                   | En todo el país                                                                              |
| 29 y 30 de julio de 2000                   | Classic Gaming Expo 2000 | Plaza Hotel, Las Vegas, NV                   | Las Vegas, NV                                                                                |
| 25 de septiembre al 20 de octubre de 2000  | Unreal Tournament Championship | Competición en línea                         | Internacional                                                                                |
| 20 de noviembre al 20 de diciembre de 2000 | Official Tony Hawk Pro 2 World Championship | Envíos por parte de los jugadores            | Internacional                                                                                |
| 1 de enero al 7 de marzo de 2001           | Space Empires IV World Championship | Online                                       | Internacional                                                                                |
| 3 de mayo al 2 de julio de 2001            | Crazy Taxi World Championship | Online                                       | Internacional                                                                                |
| 20 al 22 de julio de 2001                  | 1st Twin Galaxies' Video Game Festival | Mall of America                              | Bloomington, MN                                                                              |
| 18 de mayo de 2002                         | Save the Pak Mann Arcade | Pak Mann Arcade                              | Pasadena, CA                                                                                 |
| 30 de mayo al 2 de junio de 2002           | 2nd Classic Video Game World Championship | Funspot Family Fun Center                    | Weirs Beach, NH                                                                              |
| 12 de julio de 2002                        | 2nd Twin Galaxies' Video Game Festival | Mall of America                              | Bloomington, MN                                                                              |
| 12 al 19 de noviembre de 2005              | November Hi-Score Jamboree at Funspot | Funspot Family Fun Center                    | Weirs Beach, NH                                                                              |
| 2 al 4 de diciembre de 2005                | Legends of the Golden Age | Totally Amused                               | Humble, TX                                                                                   |
| 6 al 9 de abril de 2006                    | Toughest Gun in the Dodge City | Apollo Amusements                            | Pompano Beach, FL                                                                            |
| 28 al 30 de abril de 2006                  | 2006 Video Game & Pinball Masters Tournament | Pinball Hall of Fame                         | Las Vegas, NV                                                                                |
| 16 de septiembre de 2006                   | Grand Rapids Nintendo DS Championship | Ultimate LAN Experience                      | Grand Rapids, MI                                                                             |
| 10 al 18 de noviembre de 2007              | 5 November Hi-Score Jamboree at Funspot | Funspot Family Fun Center                    | Weirs Beach, NH                                                                              |
| 5 de marzo de 2008                         | Intento de Steve Wiebe de batir el récord mundial de Donkey Kong                                                                                          | MIX08 Event                                  | Las Vegas, NV                                                                                |
| 17 de julio de 2008                        | Intento de Steve Wiebe de batir el récord mundial de Donkey Kong                                                                                          | Twiistup 4 Technology event                  | Santa Mónica, CA                                                                             |
| 2 de agosto de 2008                        | Nintendo Wii Shootout | Ultimate LAN Experience                      | Grand Rapids, MI                                                                             |
| 12 al 14 de junio de 2009                  | El intento de Steve Wiebe de batir el récord mundial de Donkey Kong y Walter Day presentando la ceremonia inaugural del Salón de la Fama de Twin Galaxies | Northwest Pinball and Gameroom Show          | Seattle, WA                                                                                  |

## Controversias por trampas
Los puntajes de Todd Rogers y Billy Mitchell han sido cuestionados y han sido encontrados fraudulentos. Se reveló que Rogers ingresó registros falsos en la base de datos por su cuenta o por un amigo árbitro, mientras que Mitchell usó un emulador para alcanzar sus puntajes mientras afirmaba haber jugado en una máquina arcade original, en violación de las reglas de las Twin Galaxies.